# Uranusdurchgang von Neptun

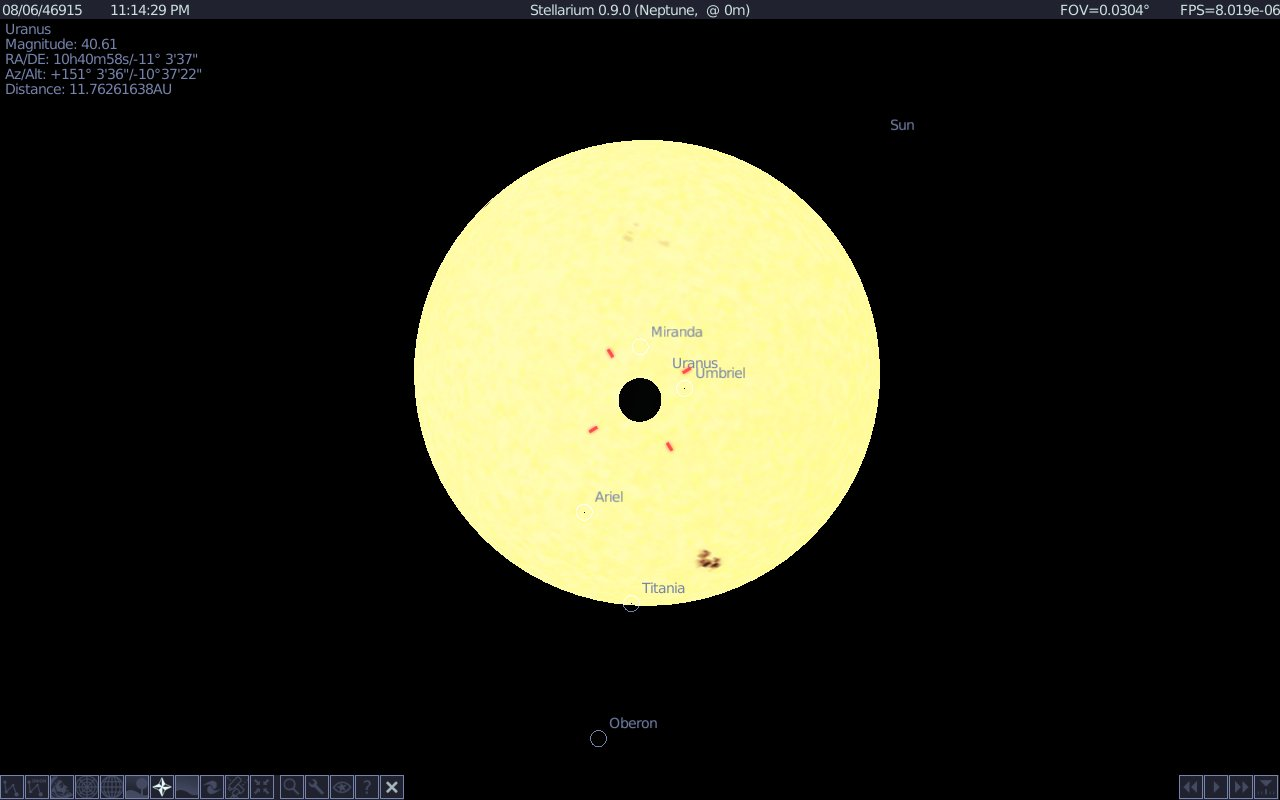
Planetentransit des Uranus, vom Neptun aus gesehen.

Ein Uranusdurchgang von Neptun aus gesehen vor der Sonne findet statt, wenn  Uranus direkt die Sichtlinie Neptun – Sonne kreuzt. Während des Transits kann Uranus dabei als eine kleine Scheibe gesehen werden, die sich langsam über die Oberfläche der Sonne bewegt. Der Vorgang dieses zentralen Transits hält etwa 42 h lang an.
Es handelt sich hierbei um den seltensten aller möglichen Planetendurchgänge in unserem Sonnensystem, wegen der langen Periode von 172 Jahren (bei einem Planetentransit von Neptun aus), bei der es eine sehr kleine scheinbare Durchmesser der Sonne (1,07 Bogenminuten, nahe der Grenze der menschlichen visuellen Auflösung) von Neptun aus gesehen wird und die gegenseitige Neigung der beiden Bahnen von 1,5°, der kleiner als die der meisten Planetenpaare ist.
Der nächste Durchgang von Uranus von Neptun aus ist im Oktober 38.172 n. Chr.

## Links und Quellen
- Jean Meeus: Transits. Willmann-Bell, 1989 (englisch).
- SOLEX 9.1 (Memento vom 18. September 2015 im Internet Archive)